# Gomer Edwin Evans
Gomer Edwin Evans (* 24. September 1947 in Cardiff, Wales) ist ein walisischer Musiker und Komponist, der heute bei Lübeck in Deutschland lebt. 

## Werdegang
Evans studierte Klassische Gitarre und Musiktheorie am Cardiff College of Music at Cardiff Castle (dem heutigen Welsh College of Music & Drama). Er spielt Klassische Gitarre, Elektrische Gitarre, Akustische Gitarre, Klavier, Pianoakkordeon, Synthesizer, Bassgitarre, Mundharmonika und Flöte.
Mit 19 begann Evans, professionell als Musiker und Komponist zu arbeiten. Zuerst arbeitete er als Studiomusiker. In den 1970er Jahren tourte Evans durch die USA und spielte dabei, vor allem in verschiedenen Colleges, überwiegend Folkmusik. Am Ende seiner USA-Tour entdeckte er in New York die Straßenmusik. Daran anschließend tourte er als Straßenmusiker durch Europa. „Es war ein großartiger Weg, die Welt zu entdecken“, sagte er dazu. 1981 begann Evans, Entspannungsmusik zu komponieren. Er hat Musik für TV und Kino sowie Songs komponiert.

## Diskografie (Auswahl)
- Angel Of Bliss - Music For The Soul
- Ayurveda Healing: Beautiful Relaxing Music
- Baby dreams, EAN 4-014837-004991
- Balsam für die Seele, EAN 4-014837-005189
- Beauty & Soul, EAN 4-014837-004946
- Ein- und Durchschlafen, EAN 4-014837-007992
- Erotic Moods, EAN 8-711913-293251
- Fühl dich wohl, EAN 4-014837-007954

- Greek Romance, EAN 8-711913-523723
- Gute-Nacht-Musik, EAN 4-014837-004311
- Happy Mozart Dreams, EAN 4-014837-007855
- Loslassen vom Alltag, EAN 4-014837-005066
- Love Lounge
- Mutter und Kind, EAN 4-014837-004298
- Mystic Celtic Dreams, EAN 4-014837-007251
- Mystical Eastern Beauty
- Natural Beauty, EAN 4-014837-005134
- Nature Healing EAN 4-014837-004366
- Pachelbel with calm ocean sounds, EAN 8-711913-289759
- Panflute Music
- Qi Gong Entspannungsmusik, EAN 4-014837-005110
- Reiki Entspannungsmusik, EAN 4-014837-005233
- Seelennahrung, EAN 4-014837-005165
- SPA (Heilsame Entspannungsmusik zum Loslassen und Wohlfühlen)
- Tai Chi Entspannungsmusik, EAN 4-014837-005103
- The Sound of Shaolin, EAN 4-014837-007688
- The Spirit of Tantra, EAN 6-899736-180254
- The Spirit of Tibet, EAN 4-014837-005073
- Zen Meditationsmusik, EAN 4-014837-005042
- The Long Play